# پائولو فوچیله
پائولو فوچیله (انگلیسی: Paolo Fucile؛ زادهٔ ۲۹ ژوئن ۱۹۸۱) کشتی‌گیر اهل ایتالیا است.